# George McManus
George McManus (23 de gener de 1884 – 22 d'octubre de 1954) va ser un dibuixant estatunidenc principalment conegut per ser el creador de l'immigrant irlandès Jiggs i la seva dona Maggie, els personatges principals de la seva historieta sindicada, Bringing Up Father.

## Joventut i inicis professionals

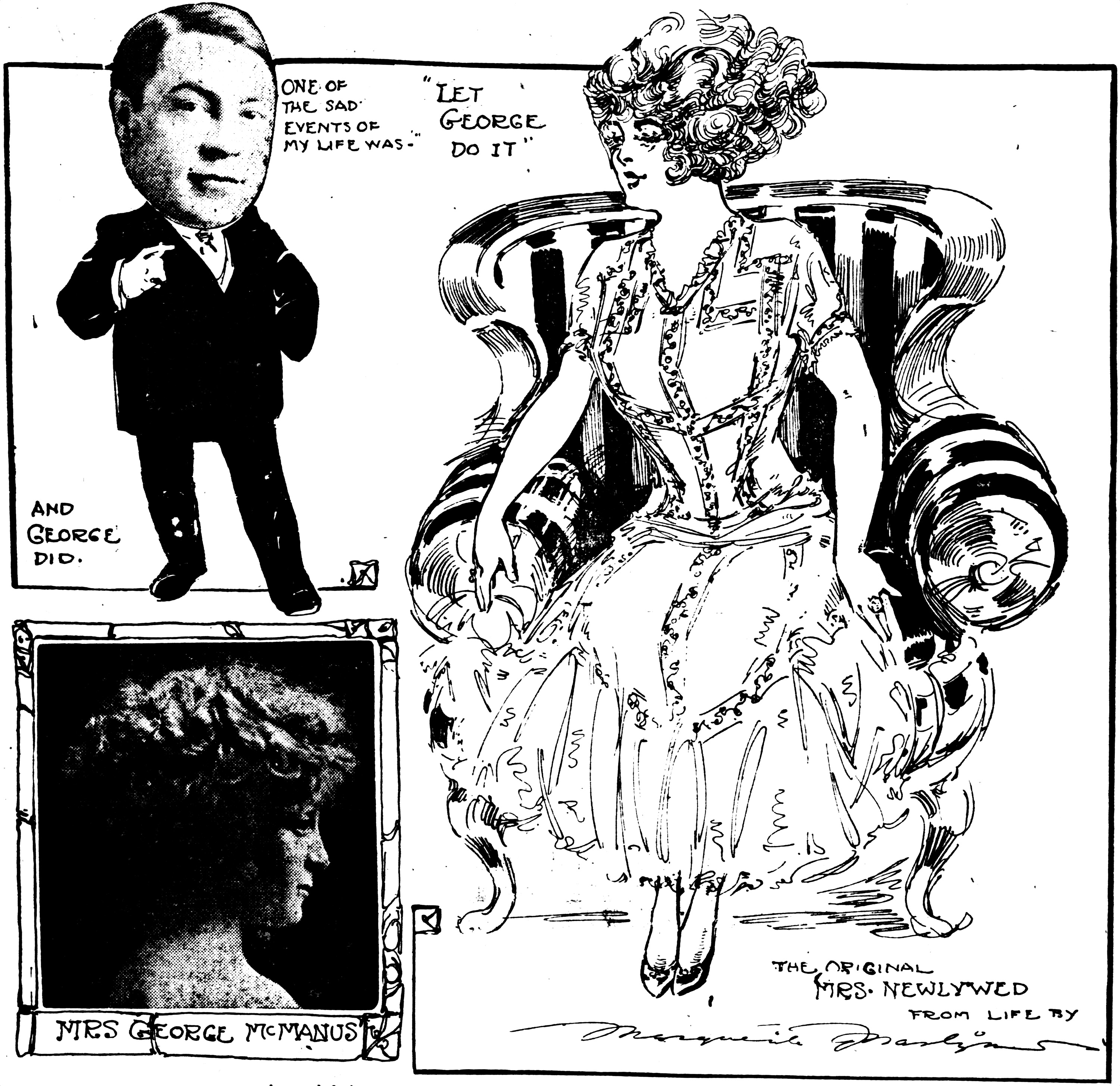
George McManus i Florence Bergere; composició de Marguerite Martyn per al St. Louis Post-Dispatch, 1910.

Nascut a St. Louis, Missouri, de pares irlandesos, McManus tenia un do innat per al dibuix i el sentit de l'humor. Va recordar un incident quan estava a la secundària: "My teacher sent home to my parents a picture I had drawn of a classmate named Sweeney. 'This is what your boy has been doing,' the teacher wrote, icily. I laid the note in Pop's lap and headed wearily for the woodshed. But Pop, instead, put on his hat and coat and went to the editor of The Republican. He showed [my drawing of] Sweeney to the editor. Next day I had a job on The Republican at $5 a week—as an errand boy" (El meu professor va enviar a casa als meus pares un dibuix que havia fet d'un company de classe anomenat Sweeney. "Això és el que ha fet el vostre noi", va escriure el professor, fredament. Vaig posar la nota a la falda de Papà i em vaig dirigir cansat cap al bosc. Però, en canvi, Papà es va posar el barret i l'abric i es va dirigir a l'editor de The Republican. Va mostrar el meu dibuix de Sweeney a l'editor. L'endemà, tenia un treball a The Republican a 5 dòlars setmanals, com a missatger).
A The Republican, va crear la seva primera tira còmica, Alma and Oliver. El 1904, després de guanyar 3000 dòlars a l'hipòdrom, va anar a la ciutat de Nova York, on va treballar al prestigiós New York World, on va treballar en diverses historietes de curta durada, incloses Snoozer, The Merry Marcelene, Ready Money Ladies, Cheerful Charlie, Nibsby the Newsboy in Funny Fairyland, Panhandle Pete i Let George Do it.

## Evolució del còmic

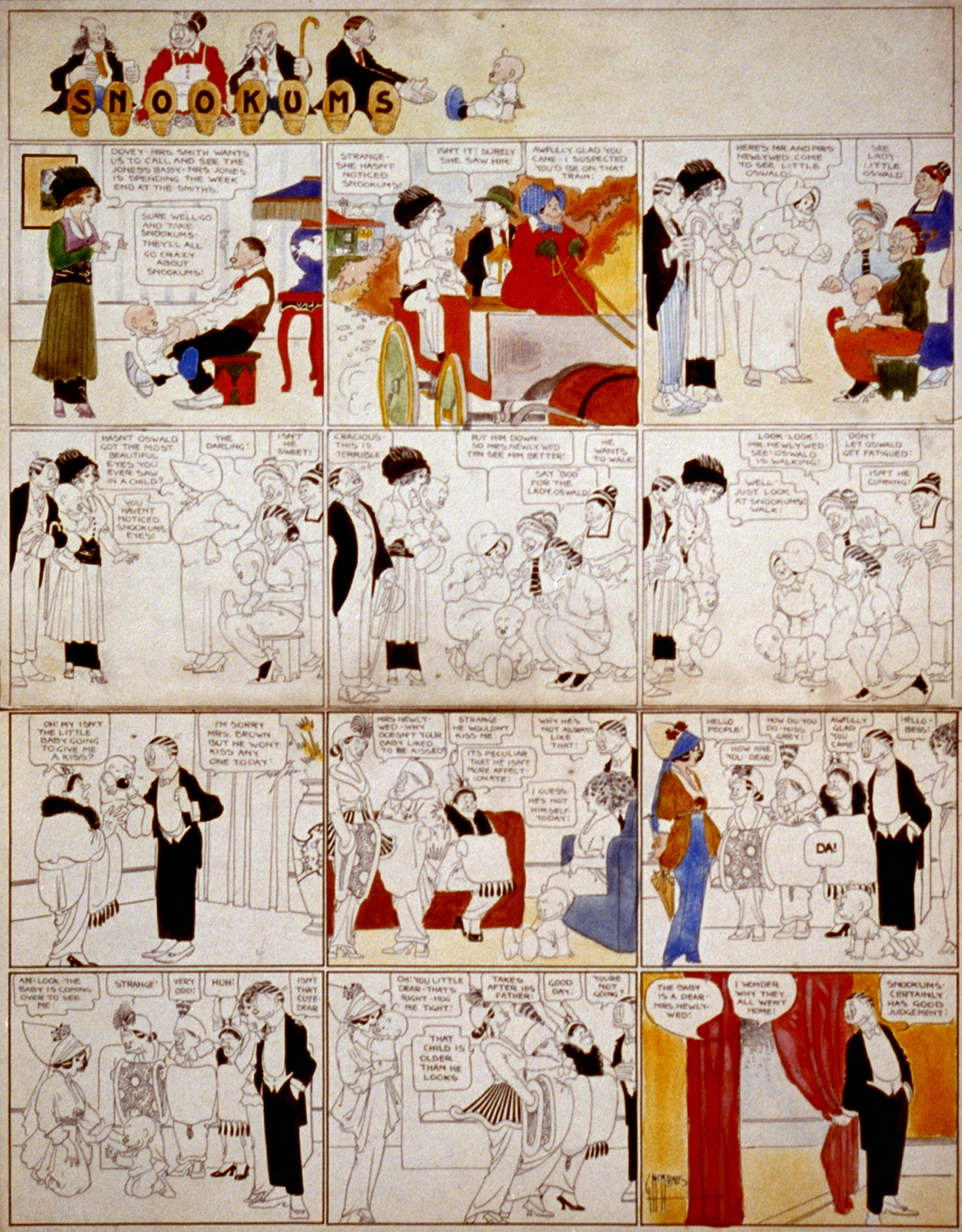
pàgina de Snookums, per George McManus.

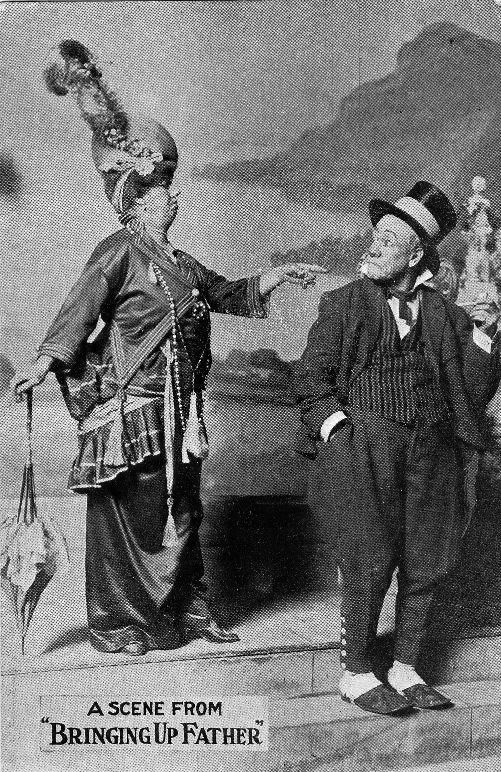
Maggie i Jiggs en una escena de l'adaptació al teatre de Bringing Up Father el 1914.

El 1904, McManus va crear la primera historieta de la família nord-americana, The Newlyweds, sobre una elegant jove parella i el seu bebè Snookums. La popularitat de la tira va fer que la direcció de The New York American convidés a McManus a treballar per al seu diari, cosa que va fer a partir del 1912. Canviant el nom de The Newlyweds com Their Only Child, va continuar aquesta tira i va començar altres tires diàries: Rosie's Beau, Love Affairs of a Mutton Head, Spareribs And Gravy i Bringing Up Father.
Sindicat internacionalment per King Features Syndicate, Bringing Up Father va tenir un gran èxit i va ser produït per McManus des de 1913 fins a la seva mort, quan Vernon Greene i Frank Fletcher el van substituir. McManus es va inspirar en The Rising Generation, una comèdia musical de William Gill que ell havia vist de noi a la Grand Opera House de St. Louis, Missouri, on el seu pare era gerent. A The Rising Generation, el maçonista irlandès-americà Martin McShayne (interpretat pel còmic irlandès Billy Barry en la producció escènica que va veure McManus) es converteix en un contractista ric, tot i que la seva esposa preocupada per la societat i la seva filla s'avergonyien d'ell i dels seus amics, provocant que McShayne s'escapuleixi per unir-se als seus amics per jugar al pòquer. McManus va conèixer a Barry i el va utilitzar com a base per als seus dibuixos de Jiggs. Dos anys abans de morir, McManus va dir que Bringing Up Father li havia fet guanyar 12.000.000 dòlars durant la seva vida.
L'esposa de McManus, de soltera Florence Bergere, va ser la model per a la filla Nora a Bringing Up Father. Zeke Zekley va ser el seu ajudant a la historieta entre 1935 i 1954.

## Premis
Per la seva contribució a l'humor nord-americà, el Roanoke College va homenatjar McManus amb un títol honorífic, Doctor en lletres.

## Darrers anys
Durant els anys quaranta, McManus va viure al 8905 Sunset Boulevard de Hollywood. Va morir el 1954 a Santa Mònica, Califòrnia i va ser enterrat al cementiri de Woodlawn al Bronx, Nova York.

## Llegat cultural
Jiggs va servir d'insígnia a l'onzè Esquadró de la Força Aèria dels Estats Units, on McManus va servir durant la Primera Guerra Mundial. El 1995, la tira va ser una de les 20 incloses a la sèrie "Comic Strip Classics" de segells de correus commemoratius dels Estats Units.

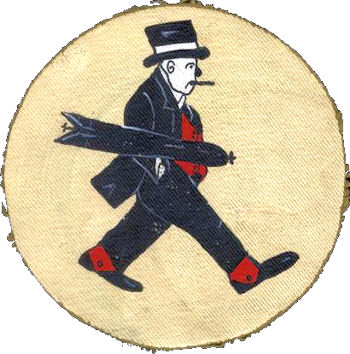
Versió de Mr. Jiggs a la Primera Guerra Mundial
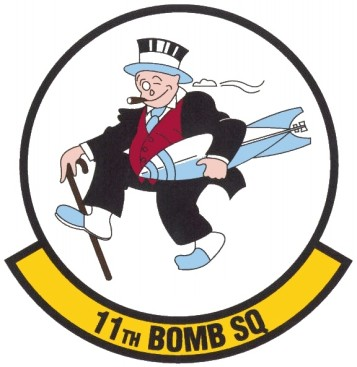
Versió de Mr. Jiggs a la Segona Guerra Mundial

Jiggs i Maggie apareixen al cartell de l'exposició de Mit Tarzan & Snoopy ins Wochenend (traduït, "Un cap de setmana amb Tarzan & Snoopy"), una exposició de 1993 de còmic d'art nord-americà de 1900 a 1950 celebrada al Museum für Kunst und Gewerbe d'Hamburg, Alemanya, que va tenir lloc el 19 de maig i l'11 de juliol.